# Muckraker

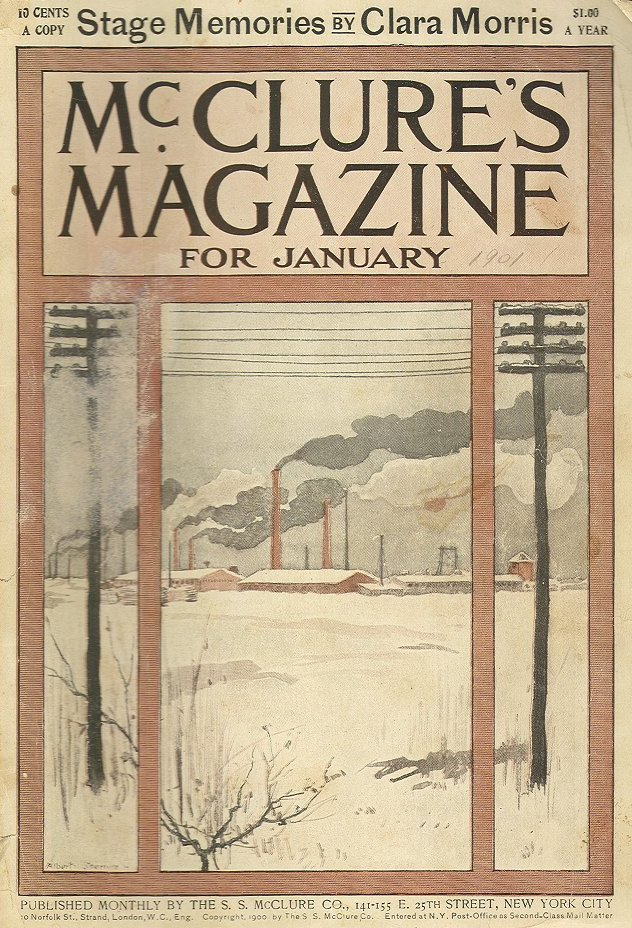
La revista Mc Clure's, una de las primeras publicaciones modernas en incluir artículos denunciando las prácticas de las grandes empresas (Edición de enero de 1901)

Muckraker es, en inglés, el nombre con que se conoce al periodista o grupo semiorganizado de periodistas o escritores norteamericanos que, a comienzos del siglo XX, se dedicaron a denunciar públicamente la corrupción política, la explotación laboral y una serie de abusos, inmoralidades y trapos sucios de personajes e instituciones de la época. Del inglés, significa removedor de basura.
Es un periodismo de oposición al poder, un movimiento activista y contrahegemónico o contracultural (underground en inglés), que supone un intento, estrictamente profesional, de superar la saturación informativa, caracterizada por la estandarización y el cúmulo de datos y hacer un tipo de periodismo dirigido a provocar una respuesta.
Supone la primera corriente de periodistas que van a desarrollar por completo características propias del posterior periodismo de investigación. El escritor Michael Johnson, en su obra El nuevo periodismo, reflexiona sobre estos periodistas, que surgen en una época en la que Estados Unidos empezaba a convertirse en una gran potencia industrial, lo que la situaba en un foco de atracción de miles de inmigrantes. Los inmigrantes constituían una población con pocos recursos económicos, y tras su llegada aumentó la delincuencia. Estos periodistas sacaron a la palestra lo más sórdido de la sociedad, unas condiciones que contraponían con las de los más poderosos. A pesar de las condiciones negativas que afectaban al periodismo de la época (entre las que hay que citar el alto analfabetismo entre la sociedad, que limitó la repercusión de sus trabajos), los muckrakers consiguieron introducir algo de temor en las clases dirigentes. Querían hacerle ver a la gente de a pie que las grandes familias, las poderosas también tenían cosas de qué avergonzarse.

## Primera etapa: 1914-1923
Inspirados por el gran periodista inglés William Thomas Stead, quien inició este tipo de periodismo en Inglaterra en 1885, algunos de los periodistas más conocidos por practicar este tipo de periodismo en los Estados Unidos fueron:
- Lincoln Steffens, que se detuvo en analizar la corrupción en las grandes ciudades en trabajos como The Shame of the Cities.
- Upton Sinclair, en su trabajo The Jungle, denunció las malas condiciones de higiene que se daban en las distribuidoras cárnicas de Chicago, y lo hizo a través de un inmigrante ruso. Este periodista incluso pensó en la ideología bolchevique como una posible solución a los problemas del sistema. Todo un mensaje ecológico avant la lettre.
- Ida Tarbell publicó en McClure´s Magazine un reportaje sobre la Standard Oil Rockefeller. Mr. Rockefeller fue el magnate más importante hasta 1911.
- Thomas Lawson analizó la trastienda de los hombres que controlan Wall Street en la publicación Everybody´s Magazine.
- Graham Phillips se detuvo en la corrupción que protagonizaban los senadores estadounidenses en su reportaje The treason of the Senate.

En general, todas estas obras, por su propia temática, no fueron muy bien recibidas. Eran exponentes de un periodismo que se caracteriza por mostrar la cara oculta de la realidad.
A partir de 1912-1915, por las presiones que reciben estos periodistas, se va a producir un gran silencio informativo y va a desaparecer ese periodismo, con una honrosa excepción: la revista Time, nacida en 1923, que aunque no hace una crítica tan dura y frontal, va a tratar de mantener en su trabajo una dinámica propia del Periodismo de investigación, donde la buena documentación es básica para contextualizar los datos. Esta publicación será el único bastión al que se aferra un periodismo de más profundidad, al que se aferra el Periodismo de investigación.

## Segunda etapa: años 60: el Nuevo Periodismo
En los años sesenta, sobre todo a partir del hito de Mayo del 68, aparece una corriente de nuevos periodistas que recogieron en buena medida la herencia de los de la década de los veinte. Son periodistas que desconfían de las fuentes oficiales de poder, a ellos no les interesa lo que siempre se ha venido contando, lo que ya se sabe. El periodista no sólo se interesa por lo institucional, y además muestra todos los vicios e inmoralidades que se están produciendo y que merecen ser conocidas. 
Esta actitud se materializa en tres corrientes periodísticas: la prensa underground, el periodismo comprometido y de participación, practicado, entre otros, por Norman Mailer; y el nuevo periodismo de investigación de muckrakers. 
Estos periodistas apuestan por mantener una postura desafiante y escéptica ante las fuentes de poder. Están convencidos de que lo oficial no interesa, ya que hay otras fuentes de información y, además, el periodista puede convertirse en testigo directo de lo que va a comentar. Es un periodismo marginal, de denuncia, en el que el periodista debe buscar información en otro sitio ajeno a aquel en el que se difunden las noticias oficiales. Recogen el testigo de los muckrakers, recogen los aspectos más marginales de la sociedad. El periodista vuelve a coger las riendas de la investigación.
- Ralph Nader (presentado a presidente del gobierno estadounidense en 2008), autor de uno de los pocos reportajes serios sobre la industria automovilística. Hizo un feroz ataque a General Motors en Inseguro a cualquier velocidad. Su reportaje obligó a retirar algunos modelos de vehículos del mercado por los problemas de seguridad que planteaban.
- Nicholas Cage se dedicó a investigar sobre la importancia de la mafia en la promoción del artista Frank Sinatra.
- Jack Anderson (que analiza la tendencia pro-pakistaní que el gobierno de Richard Nixon desarrolló durante la guerra entre la India y Pakistán).
- Tom Hayden (que descubre actividades irregulares del Comité de Actividades Antiamericanas).
- David Burnham (que trata en sus trabajos la corrupción presente en el Departamento de la Policía de Nueva York).
- Seymour Hersh, que acabó descubriendo atrocidades cometidas por el Ejército estadounidense en la guerra de Vietnam en un reportaje que le reportó un Premio Pulitzer. Fue un reportaje que costó mucho sacar a la luz, como recordaba el propio Hersh en una entrevista realizada por Deborah Campbell:

Nadie lo quería. Tuve que crear una agencia de noticias independiente y venderlo a los periódicos como una colaboración sindicada, explicando a todo el mundo que los derechos de autor eran nuestros, que había estado sujeto a consultoría jurídica y que nuestra era toda responsabilidad ante cualquier proceso judicial que pudieran instruir. O sea, fue horrible.

Ciertamente, Seymour Hersh merece una atención especial en este tema por la importancia de sus investigaciones.